# Havidić Selo
Havidić Selo je naselje u sastavu Grada Zagreba. Nalazi se u gradskoj četvrti Brezovica.

## Stanovništvo
Prema popisu stanovništva iz 2001. godine, naselje je imalo 62 stanovnika te 19 obiteljskih kućanstava.

Prema popisu stanovništva 2011. godine naselje je imalo 53 stanovnika.
| broj stanovnika | 103   | 102   | 94    | 96    | 96    | 102   | 92    | 99    | 65    | 64    | 60    | 49    | 50    | 57    | 62    | 53    | 63    |
|                 | 1857. | 1869. | 1880. | 1890. | 1900. | 1910. | 1921. | 1931. | 1948. | 1953. | 1961. | 1971. | 1981. | 1991. | 2001. | 2011. | 2021. |